# Сент-Агрев
Сент-Агре́в (фр. Saint-Agrève, окс. Sant Agrève) — коммуна во Франции, находится в регионе Рона — Альпы. Департамент коммуны — Ардеш. Административный центр кантона Сент-Агрев. Округ коммуны — Турнон-сюр-Рон.
Код INSEE коммуны — 07204.

## Население
Население коммуны на 2008 год составляло 2506 человек.
| 1962 | 1968 | 1975 | 1982 | 1990 | 1999 | 2008 |
| ---- | ---- | ---- | ---- | ---- | ---- | ---- |
| 2459 | 2484 | 2718 | 2723 | 2762 | 2688 | 2506 |

## Экономика
В 2007 году среди 1540 человек в трудоспособном возрасте (15—64 лет) 1123 были экономически активными, 417 — неактивными (показатель активности — 72,9 %, в 1999 году было 71,4 %). Из 1123 активных работали 1038 человек (579 мужчин и 459 женщин), безработных было 85 (34 мужчины и 51 женщина). Среди 417 неактивных 110 человек были учениками или студентами, 144 — пенсионерами, 163 были неактивными по другим причинам.

## Достопримечательности
- Замок Лакур (1592 год).
- Замок Клавьер, окончательную форму принял в XVII веке.
- Часовня Сент-Агрев (1946 год).
- Фонтан Девиль.
- Стены древней крепости и старые дома на горе Шиньяк.

## Фотогалерея

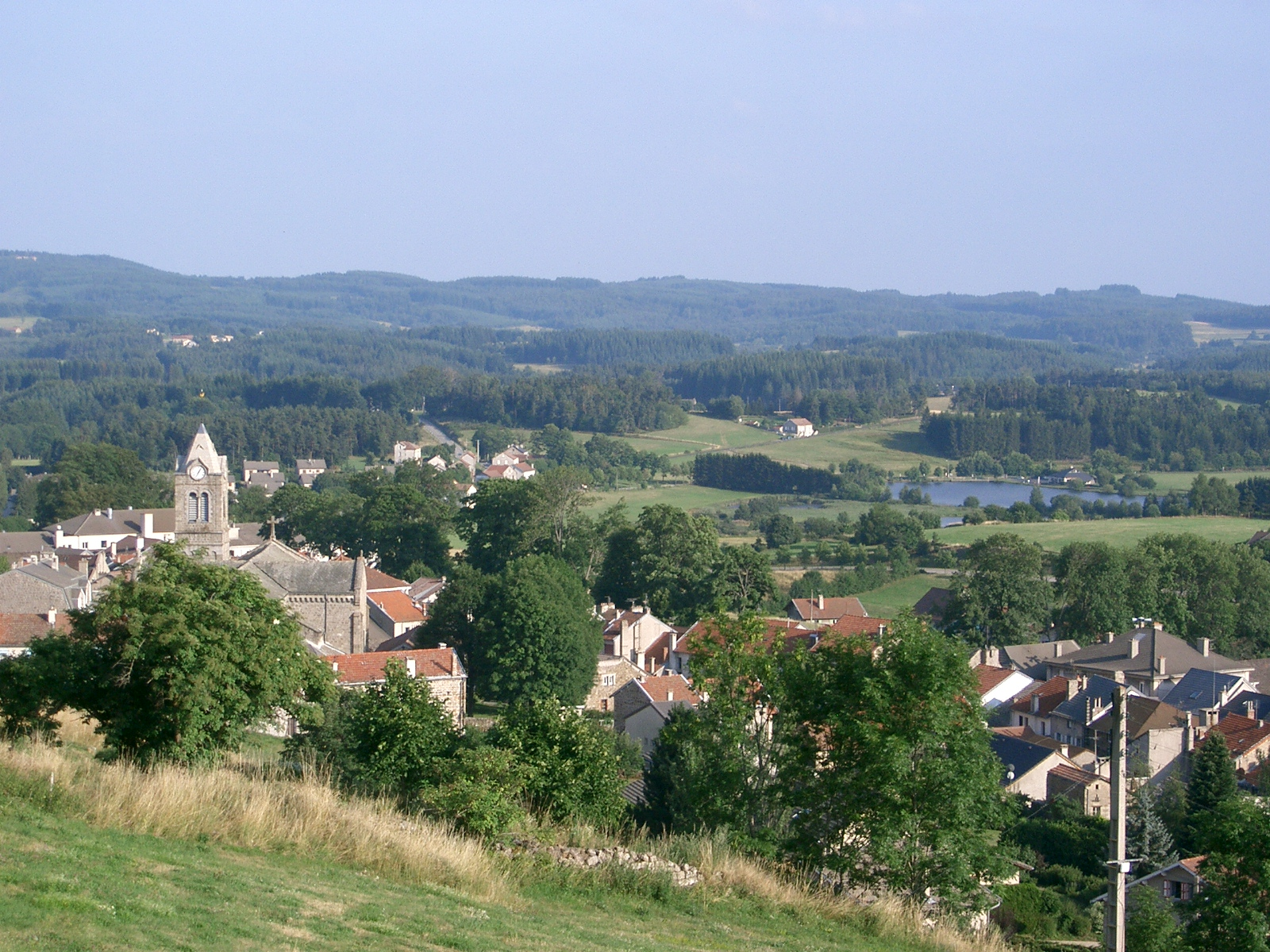
Сент-Агрев
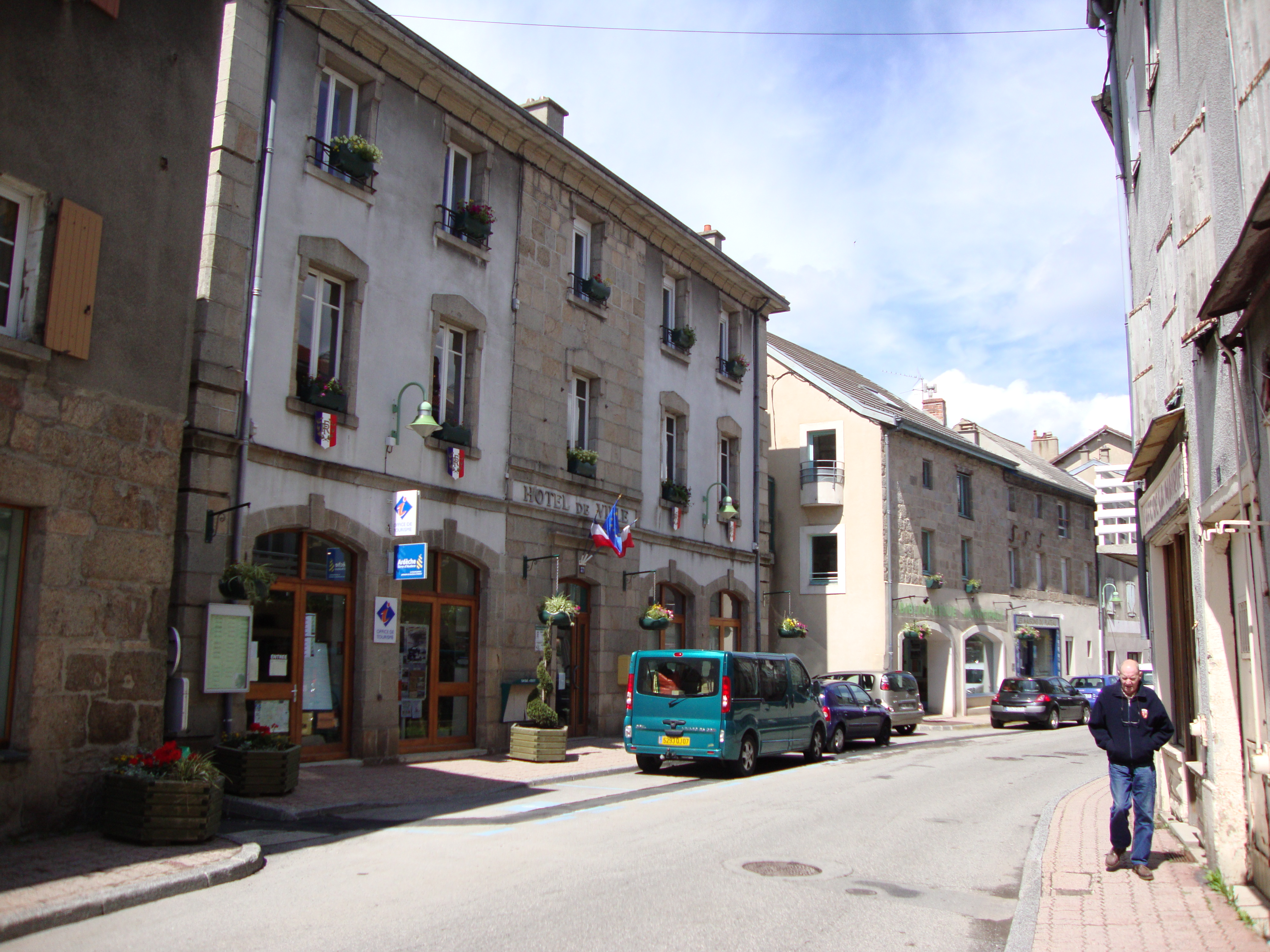
Мэрия
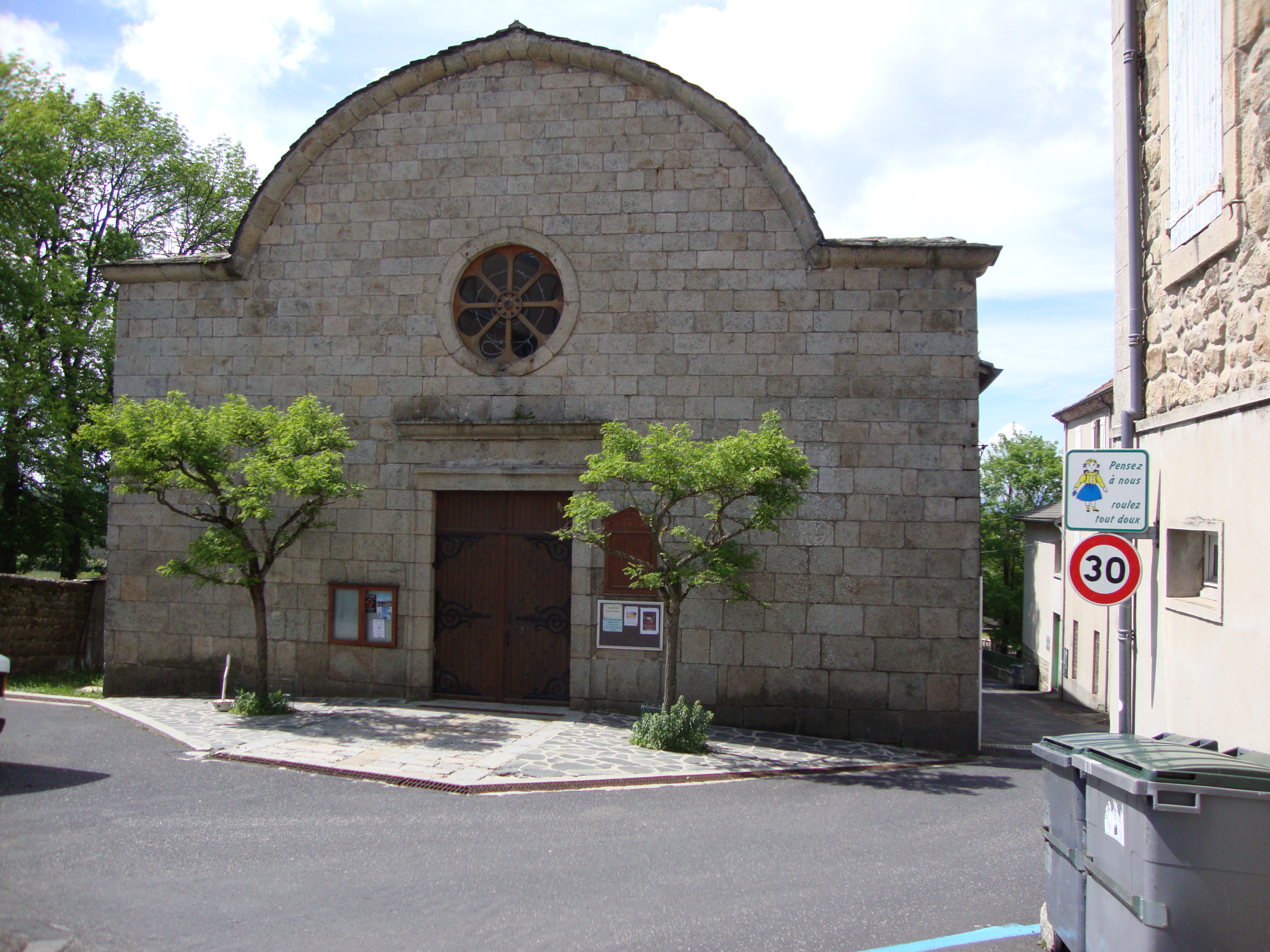
Храм
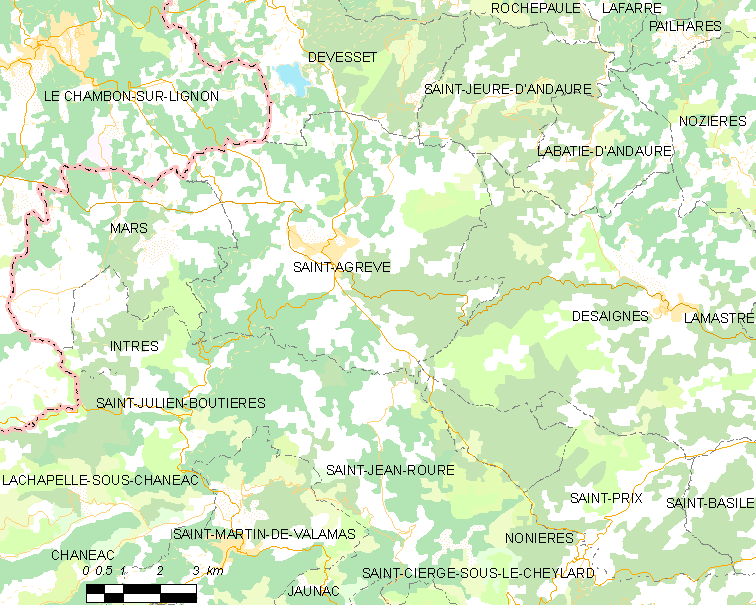
Карта коммуны